# Henry Blake (guvernér Hongkongu)
Sir Henry Arthur Blake (čínsky:卜力, Sidney Lauovou transkripcí: Buk1 Lik6 ; 8. ledna 1840, Limerick – 23. února 1918, Youghal, Irsko) byl smírčí soudce, policejní důstojník a guvernér v Britských koloniích.

## Život

### Původ a osobní život
Henry Arthur Blake se narodil v západoirském městě Limerick okresnímu inspektorovi irské policie Peteru Blakeovi (1809-1850) a Jane Blakeové (rozené Laneové). Jeho předci pochází z šlechtického rodu Blakeů. Též je příbuzný s Johnem Brownem, hrabětem z Altamontu. Blakeův děd z otcovy strany, Richard Blake, byl starosta města Galway. Blake byl dvakrát ženatý. Poprvé se oženil s Jeannie Irwinovou v roce 1862, ale o čtyři roky později zemřela. Podruhé se oženil 7. února 1874 s Edith Bernal Osbornovou, s níž měl dva syny a jednu dceru Olive, která se provdala za Johna Bernarda Arbuthnota. Během svého působení na Bahamách v pozici guvernéra se jeho děti zúčastnily maškarního večírku v arabských kostýmech, jejichž podobu na obraz Children Under a Palm zachytil malíř Winslow Homer. Obraz byl následně uveden v televizním programu BBC, Fake or Fortune?.

### Práce v Irsku
Blake začínal jako úředník v Bank of Ireland, ale na této pracovní pozici setrval pouze 18 měsíců, poté v roce 1857 rezignoval a zahájil svojí kariéru u irské policie. O dva roky později se stal inspektorem. V roce 1876 byl jmenován soudcem ve městě Tuam.

## Guvernér Hongkongu
Dne 25. listopadu 1898 byl Blake jmenován guvernérem Hongkongu, tuto funkci zastával do listopadu 1903. Pět měsíců před jeho příjezdem do Hongkongu vyjednala britská vláda s dynastií Čching dohodu o pronájmu Nových teritorií Británii na 99 let. Během svého působení Blake vyslal do Nových teritorií své podřízené, kteří měli zajistit kontrolu nad místními obyvateli. Ti se postavili na odpor proti britskému převzetí Nových teritorií, což vedlo k vypuknutí Šestidenní války, kterou Britové vyhráli. Blake následně navázal spolupráci s místními obyvateli a zajistil jim možnost zachovat své tradiční zákony a zvyky.

### Post guvernéra v dalších koloniích
Postu guvernéra Hongkongu předcházela správa Baham mezi lety 1884 a 1887, Newfoundlandu 1887 až 1888 a Jamajky 1888 až 1898. Po Hongkongu byl ještě guvernér britského Cejlonu mezi lety 1903 a 1907.